# ATP-toernooi van Tampa (hardcourt)
Het ATP-toernooi van Tampa (ook bekend onder de naam Robinson's men's tennis open) was een tennistoernooi van de ATP-Tour dat in 1981 en 1982 plaatsvond op hardcourt buitenbanen van de East Lake Woodlands Country Club en in 1983 op tapijtbanen in de USF Sun Dome, beide in de Amerikaanse stad Tampa.

## Finales

### Enkelspel
| Jaar | Winnaar         | Finalist      | Score         |
| ---- | --------------- | ------------- | ------------- |
| 1983 | Johan Kriek     | Bob Lutz      | 6-2, 6-4      |
| 1982 | Brian Gottfried | Mike Estep    | 6-7, 6-2, 6-4 |
| 1981 | Mel Purcell     | Jeff Borowiak | 4-6, 6-4, 6-3 |

### Dubbelspel
| Jaar | Winnaars                     | Runners-up                   | Score         |
| ---- | ---------------------------- | ---------------------------- | ------------- |
| 1983 | Tony Giammalva Steve Meister | Eric Fromm Drew Gitlin       | 3-6, 6-1, 7-5 |
| 1982 | Tim Gullikson Tom Gullikson  | Brian Gottfried Hank Pfister | 6-2, 6-3      |
| 1981 | Bernard Mitton Butch Walts   | David Carter Paul Kronk      | 6-3, 3-6, 6-1 |

ITF-toernooien (mannen en vrouwen)

ATP-toernooien (mannen) – ATP-seizoen 2025

WTA-toernooien (vrouwen) – WTA-seizoen 2025

Voormalige toernooien mannen
Voormalige toernooien vrouwen
Voormalige amateurtoernooien